# صلاح پایانیانی
صلاح پایانیانی (زادهٔ ۲۰ فروردین ۱۳۵۷ در مهاباد -) پژوهشگر و فرهنگ‌نویس کُرد اهل ایران است.

## فعالیت‌ها
صلاح پایانیانی در ۲۰ فروردین ۱۳۵۷ در مهاباد به دنیا آمد. او پژوهش‌های خود را بر روی حوزهٔ فرهنگی و جغرافیایی مُکریان متمرکز نموده است. این منطقه در شمال غربی ایران در جنوب دریاچه ارومیه قرار دارد و شهرهای بوکان، مهاباد، میاندوآب و سردشت را دربرمی‌گیرد. در سده‌های نهم تا سیزدهم هجری میرنشین (اِمارتِ) کُردِ مُکری در این منطقه حکومت می‌کرد. حاصل مطالعات او تألیفات متعدد در این راستا است.
پایانیانی حاصل بیش از ۲۰ سال مطالعات و پژوهش‌های میدانیِ خود را، به‌منظور مکتوب کردن فرهنگ شفاهیِ مردمان کُرد در گسترهٔ ادبی و واژگانیِ منطقهٔ مُکریان در قالب چندین مجلد فرهنگ با عنوان اصلیِ فه‌رهه‌نگی زاره‌کی موکریان (به فارسی: فرهنگ شفاهیِ مُکریان) منتشر کرده است. از پایانیانی، افزون بر مجلدات مرتبط به کودکان و زنان، تاکنون پانزده جلد از فرهنگ شفاهی مُکریان (تا ابتدای سال ۱۴۰۳) چاپ و منتشر شده است.
در سال ۱۳۹۲، به پیشنهاد صلاح پایانیانی و به کمک شهردار وقت، منزل مسکونیِ شاعر و مترجم نامدار کُرد، هیمن، که در تملک شهرداری بود، مرمّت و تحت عنوان «سرای هیمن» (به کردی: سه‌رای هێمن) به موزهٔ مفاخر فرهنگی هنری مهاباد تبدیل شد. پایانیانی اکنون ادارهٔ «سرای هیمن» را بر عهده دارد.

## آثار

### فرهنگ شفاهی مُکریان
بخش الفباییِ این فرهنگ شامل ۱۵ مجلد است که مجموعاً از ابتدای حرف «الف» تا انتهای «ی» را دربرمی‌گیرد. جلد اول آن سال ۱۳۸۵ و جلد پانزدهم، نوروز ۱۴۰۳ منتشر شدند. فرهنگ شفاهی موکریان علاوه بر این پانزده جلد، مجلدات مستقلی، با پیکرهٔ موضوعی خاص، نیز دارد، که شامل موضوعاتِ کودکان، زنان، خوراک و … هستند. یک جلد مستقل هم به پوشش و زیورآلات زنان موکریان اختصاص داده شده است. تاکنون (اردیبهشت ۱۴۰۳) کلیهٔ مجلدات مذکور چاپ و منتشر شده‌اند، ولی پروژهٔ فرهنگ شفاهی موکریان همچنان ادامه دارد.
- فه‌رهه‌نگی زاره‌کی موکریان (فرهنگ شفاهی مُکریان)، جلد اول: ئـ، مهاباد: هیوا، ۵۵۶ صفحه، ۱۳۸۵.[۳]
- فه‌رهه‌نگی زاره‌کی موکریان (فرهنگ شفاهی مُکریان)، جلد دوم: ب، مهاباد: هیوا، ۵۹۸ صفحه، ۱۳۸۹.[۴]
- فه‌رهه‌نگی زاره‌کی موکریان (فرهنگ شفاهی مُکریان)، جلد سوم: پ، ناشر: نویسنده، ۴۴۲ صفحه، ۱۳۹۱.[۵]
- فه‌رهه‌نگی زاره‌کی موکریان (فرهنگ شفاهی مُکریان)، جلد چهارم: ت، ناشر: نویسنده، ۵۶۸ صفحه، ۱۳۹۲.[۶]
- فه‌رهه‌نگی زاره‌کی موکریان (فرهنگ شفاهی مُکریان)، جلد پنجم: ج ـ چ، ناشر: نویسنده، ۱۳۹۳.[۷]
- فه‌رهه‌نگی زاره‌کی موکریان (فرهنگ شفاهی مُکریان)، جلد ششم: ح ـ خ، ناشر: نویسنده، ۱۳۹۵.
- فه‌رهه‌نگی زاره‌کی موکریان (فرهنگ شفاهی مُکریان)، جلد هفتم: د، اربیل: خانهٔ موکریانی، ۹۶۶ صفحه، ۱۳۹۸.
- فه‌رهه‌نگی زاره‌کی موکریان (فرهنگ شفاهی مُکریان)، جلد هشتم: ر ـ ز ـ ژ، اربیل: خانهٔ موکریانی، ۸۶۱ صفحه، ۱۳۹۸.
- فه‌رهه‌نگی زاره‌کی موکریان (فرهنگ شفاهی مُکریان)، جلد نهم: س، اربیل: خانهٔ موکریانی، ۷۹۵ صفحه، ۱۳۹۹.
- فه‌رهه‌نگی زاره‌کی موکریان (فرهنگ شفاهی مُکریان)، جلد دهم: ش، ع، غ، ف، اربیل: خانهٔ موکریانی، ۹۵۶ صفحه، ۱۳۹۹.
- فه‌رهه‌نگی زاره‌کی موکریان (فرهنگ شفاهی مُکریان)، جلد یانزدهم: ق، اربیل: خانهٔ موکریانی، ۸۸۲ صفحه، ۱۴۰۰.
- فه‌رهه‌نگی زاره‌کی موکریان (فرهنگ شفاهی مُکریان)، جلد دوازدهم: ک، اربیل: خانهٔ موکریانی، ۱۳۳۴ صفحه، ۱۴۰۰.
- فه‌رهه‌نگی زاره‌کی موکریان (فرهنگ شفاهی مُکریان)، جلد سیزدهم: گ، ل، اربیل: خانهٔ موکریانی، ۱۰۳۹ صفحه، ۱۴۰۲.
- فه‌رهه‌نگی زاره‌کی موکریان (فرهنگ شفاهی مُکریان)، جلد چهاردهم: م، اربیل: خانهٔ موکریانی، ۶۵۲ صفحه، ۱۴۰۲.
- فه‌رهه‌نگی زاره‌کی موکریان (فرهنگ شفاهی مُکریان)، جلد پانزدهم: ن، و، هـ، ی، اربیل: خانهٔ موکریانی، ۷۸۸ صفحه، ۱۴۰۳.

### ادبیات شفاهی کودکان مُکریان
1. ئه‌ده‌بیاتی زاره‌کی منداڵانی موکریان (ادبیات شفاهی کودکان مُکریان)، مهاباد: هیوا، ۲۲۰ صفحه، ۱۳۸۹.[۸]
2. ئه‌ده‌بیاتی زاره‌کی موکریان: '''به‌شی منداڵان''' (ادبیات شفاهی مُکریان: بخشِ کودکان)، مهاباد: هیوا، ۲۴۸ صفحه، ۱۳۹۳.[۹][۱۰]

ساختار کتاب ادبیات شفاهی کودکان مُکریان: در مجموع دو جلد و ۳۷۰ صفحهٔ مصوّر است. بخش‌های چهارگانهٔ اصلی کتاب عبارت‌اند از: حکایت، اشعار و بازی‌های کودکان و سنّت‌ها، نمایش، چیستان.
منبعِ کتاب‌های کودکانهٔ زیر، دو جلد اصلیِ ادبیات شفاهی کودکان موکریان است:
1. ده‌نکه هه‌نار (مجموعه داستان فولکلوری کودکان)، انتشارات مادیار؛ سنندج، ۱۴۰۰.
2. تیتل و بیبل، (چهار داستان فولکلور کودکان)، انتشارات مادیار؛ سنندج، ۱۴۰۰.
3. مریشکه قوڵه، انتشارات مادیار؛ سنندج، ۱۴۰۰.
4. سوورگوڵ خان، انتشارات مادیار؛ سنندج، ۱۴۰۰.
5. خه‌ڕه‌کێ نارنار، انتشارات مادیار؛ سنندج، ۱۴۰۱.

### ادبیات شفاهی زنان مُکریان
ئه‌ده‌بیاتی زاره‌کی موکریان: به‌شی ژنان (ادبیات شفاهی مُکریان: بخشِ زنان)، مهاباد: هیوا، ۳۳۴ صفحه، ۱۳۹۳.
ساختار کتاب: یک جلد مستقل از مجموعهٔ ۱۵ جلدی فرهنگ زاره‌کی موکریان است. دارای ۳۲۰ صفحهٔ رقعی است. محتویات کتاب بر اساس هر آنچه شامل ادبیاتی است که بر زبانِ زنانِ منطقهٔ موکریان جاری بوده و هست، در ۸ بخش اصلی فصل‌بندی شده است؛ که عبارت‌اند از: لای‌لایی‌ها، نغمه‌های مادران برای کودک، آوازهای زنانه، باللوره (نوعی آواز محلی کُردی)، نغمه‌های زنان هنگام دوشیدن گاو، نغمه‌های مَشک‌زنی، حَیران (نوعی آواز محلی دیرینهٔ کُردی)، مرثیه‌های زنانه. مقدمهٔ کتاب نوشتهٔ پروفسور دکتر امیر حسن‌پور است. بخش انتهایی کتاب مرجع‌شناختِ مصوّر است که در آن تصویر و مشخصات زنانی آمده که منبع محتویات کتاب بوده و نویسنده در بازدید میدانی آن‌ها را ملاقات و گفته‌هایشان را ضبط و تدوین کرده است.

### فرهنگ پوشش و زیورآلات زنان مُکریان
- فه‌رهه‌نگی جل‌وبه‌رگ و خشڵ و خاڵی ژنانی موکریان (فرهنگ پوشش و زیورآلاتِ زنانِ مُکریان)، با همکاری لیلا نورانی، مهاباد: هیوا، ۲۸۸ صفحه، ۱۳۹۴.[۱۲]

ساختار کتاب: در ۲۹۰ صفحهٔ قطع A4 به صورت مصوّر رنگی با کاغذ مخصوص چاپ شده و محتویات آن در ارتباط با انواع جامه‌ها و زیورآلات گوناگونی است که جهت تزئین پوشش یا چهرهٔ زنان منطقهٔ موکریان، از ایّام پیشین به کار رفته یا می‌رود.

### فرهنگ خوراک
- فه‌رهه‌نگی زاره‌کی موکریان: خورد و خۆراک (فرهنگ شفاهی مُکریان: خورد و خوراک)، مهاباد: سرای هیمن، ۱۳۹۷.

ساختار کتاب: در یک جلد مستقل با ۵۲۲ صفحهٔ قطع رقعی چاپ شده است. محتویات کتاب شامل مواد اولیّه و غذاهای اصلی مورد استفاده در منطقهٔ موکریان از دیرباز تا کنون است. از ۳ فصل اصلی تشکیل شده؛ غذا، لبنیات، نان. مقدمهٔ کتاب را پروفسور دکتر جعفر شیخ‌الاسلامی نوشته است.

### آثار دیگر
1. کانی مرادان (مجموعه ترانه و نغمه‌های فلکلوریک کُرد)، ۱۳۸۱.
2. حنجرهٔ ترجمه (گردآوری و تدوین مجموعه مقالاتی در مورد مترجم نامی محمد قاضی)، مهاباد، سرای هیمن، ۱۳۹۴.

## تجلیل از صلاح پایانیانی
روز چهارشنبه ۲۹ فروردین ۱۳۹۷ فرهنگستان زبان کُردی در شهر اربیل (مرکز اقلیم کردستان عراق) طی مراسمی از تلاش‌های بی‌وقفهٔ صلاح پایانیانی در راستای پاسداشتِ ارزش‌های زبان کُردی، با حضور زبان‌شناسان و استادانِ فن، تجلیل به‌عمل آورد.
روز ۲۴ اسفند ۱۴۰۲ با حضور ادیبان و شخصیت‌های فرهنگی کُرد مراسم رونمایی از آخرین جلد پروژه «فرهنگ شفاهی موکریان» (جلد پانزدهم) در شهرستان مهاباد برگزار و از تلاش‌های صلاح پایانیانی تجلیل به‌عمل آمد.
روز چهارشنبه ۱۹ اردیبهشت ۱۴۰۳ به مناسبت انتشار آخرین جلد (جلد ۱۵) فرهنگ شفاهی موکریان و تکمیل پروژهٔ مذکور، از جانب خانهٔ موکریانی در پایتخت اقلیم کردستان، با حضور جمع کثیری از زبان شناسان و اهالی قلم و فرهنگ از صلاح پایانیانی تجلیل و تقدیر به عمل آمد.

## جوایز
جایزهٔ اولین دورهٔ "جایزهٔ قلم هَژار" در بخش فرهنگ نویسی به صلاح پایانیانی اهدا شد. آیین اهدای این جایزه روزهای هفتم و هشتم خرداد ۱۴۰۴ در دانشگاه کردستان سنندج برگزار گردید. 

## دیدگاه دیگران در مورد فرهنگ زاره کی موکریان
عباس غزالی (شخصیت فعال فرهنگی اقلیم کُردستان): تحقیق، نگارش و چاپ «فرهنگ شفاهی موکریان»، افتخارِ بسیار بزرگی است؛ چون با این حرکت ارزشمند، پایه و ریشه محکم و اصیل فرهنگی و همچنین شیوه علمی فرهنگ‌نویسی وارد کتابخانه کُردی شد.
دکتر احمد احمدیان، (زبان‌شناس و پژوهشگر): استاد صلاح پایانیانی ثابت کرد که زبان کُردی نیز قادر است مانند دیگر زبان‌های دارای جایگاه و اریکه بلند در گیتی، روشنایی به خود دیده و دارای فرهنگی باشد علمی، کارا و جامع‌الاطراف بر پایه ریشه‌های زبانی ـ تصویریِ این بخش از جغرافیای کردستان.
کامران جوهری (شاعر و نویسنده): مؤلّفِ این فرهنگ – صلاح پایانیانی – از آن معدود مجاهدانی است که بی‌قشون و ملزومات به آوردگاه زده و یک‌تنه شکافی در تاریکنای غربتِ زبان در سرزمینِ خویش گشوده و برکتِ بودنِ واپسین رگه‌های روشنا را از نیستی رهانیده است.
محمّد کریم‌خان (فعّال فرهنگی اقلیم کردستان): پایانیانی نه تنها فرهنگ شفاهیِ بخشی از کُردستان را نوشته و از این رهگذر غنای زبان و لهجه‌های کُردی را آشکار نموده، بلکه با به‌کارگیریِ روشی علمی، پایهٔ مستحکمی برای فرهنگ شفاهیِ دیگر لهجه‌های زبان کُردی نیز تدارک دیده است، تا کاربلدانِ دیگر همین مسیر را برای دستیابی به قلّه طی کنند. هدفِ او تنها نمایاندنِ زیبایی و توانایی‌های زبان کُردی در هیئت موادی خام نیست، بلکه وقتی زبان کُردی به سمتِ زبانی علمی طی طریق نماید، فرهنگ شفاهیْ مرجعی مهم و سودمند خواهد بود. همچنین افراد غیرکُردی که تمایل به یادگیری زبان کُردی خواهند داشت، با بهره‌گیری از فرهنگ شفاهی، فرهنگِ کُرد را نیز درخواهند یافت.